# پاسکال لانس
پاسکال لانس (فرانسوی: Pascal Lance‎؛ زادهٔ ۲۳ ژانویهٔ ۱۹۶۴) دوچرخه‌سوار اهل فرانسه است.